# Tom LaGarde
Thomas Joseph „Tom” LaGarde (ur. 10 lutego 1955 w Detroit) – amerykański koszykarz, występujący na pozycjach silnego skrzydłowego lub środkowego, mistrz – NBA w barwach Seattle SuperSonics (1979), olimpijski (1976) oraz igrzysk panamerykańskich (1975).

## Osiągnięcia
NCAA
- Wicemistrz NCAA (1977)
- Uczestnik rozgrywek:
  - Sweet 16 turnieju NCAA (1975, 1977)
  - turnieju NCAA (1975–1977)
- Mistrz:
  - turnieju konferencji Atlantic Coast (ACC – 1975, 1977)
  - sezonu regularnego ACC (1976, 1977)

NBA
- Mistrz NBA (1979)[1]

Reprezentacja
- Mistrz igrzysk:
  - olimpijskich (1976)[2]
  - panamerykańskich (1975)[3]